# Tarajos tányércsiga
A tarajos tányércsiga (Planorbis carinatus) európai elterjedésű, tüdővel lélegző vízicsigafaj.

## Megjelenése
A csigaház lapított korong alakú: 1,5–3 mm magas, 6–15 mm széles, 4,5-5 kanyarulatból áll. A héj világos szarubarna, gyakran áttetsző. A csigaház korongjának peremén a középvonal alatt feltűnő, kifejezett él húzódik körbe. Utolsó kanyarulata a ház teljes szélességének egyharmadát teszi ki. Hasonló faj az éles csiga, de a tarajos tányércsiga kanyarulatai intenzívebben szélesednek, az utolsó kanyarulat mindkét oldalon kerekített, és a ház alsó oldala nem lapos. 

## Elterjedése és életmódja

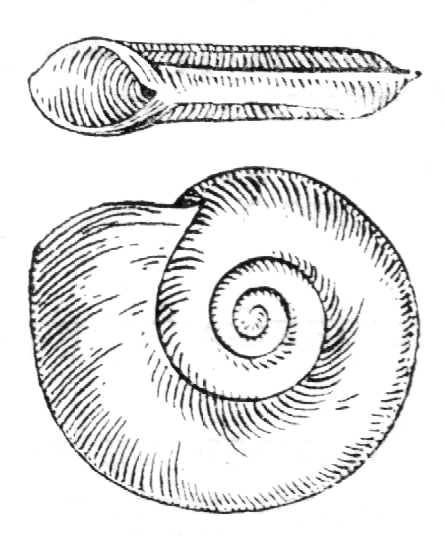

Egész Európában előfordul az egészen déli (mediterrán félszigetek déli része) és északi (Skandináviában a 63° é.sz. fölött és Észak-Skócia) részek kivételével. Elterjedési területe keleten egészen Nyugat-Szibériáig húzódik. Svájcban 1000 méteres magasságig hatol. Németországban, Albániában és Tirolban védett faj, míg Angliában gyakori.
A tarajos tányércsiga az iszapos talajú, dús növényzetű álló- vagy lassan folyó vizeket kedveli. Oxigénigénye nagyobb mint az éles csigáé és kevésbé tűri a víz eutrofizálódását, szennyeződését. Az időnként kiszáradó állóvizekből hiányzik. Legfeljebb 18 méteres mélységig fordul elő, pH-igénye 7,4-7,9 közötti. Az üledék bomló szerves anyagaival táplálkozik.
Ovális, 0,6-0,8 mm-es petéit 10-20-asával, zsinórokban rakja le április és augusztus között, az utódok 10-15 napon belül kelnek ki.
Magyarországon nem védett.